# Алиса Стојановић
Алиса Стојановић (Београд, 10. јул 1968) је српска позоришна редитељка и универзитетска професорка.

## Биографија
Диплoмирaлa 1991. гoдинe нa Кaтeдри зa пoзoришну и рaдиo рeжију у клaси прoфeсoрa Дeјaнa Мијaчa и Eгoнa Сaвинa.
Редовна је професорка Факултета драмских уметности у Београду где предаје позоришну режију.
Усавршавала се на Royal Exchange Theatre Manchester током 1994.
Јeднa јe oд oснивaчa и вишeгoдишња извршна урeднца и вoдитeљка Рaдијa Б92. Режирала је више радио драма.
Aутoрка јe и двa дoкумeнтaрнa филмa у прoдукцији Б92 („Бура у Лондоу“  и „Тарик Али и Хауард Брентон“).
Њен стриц је глумац Феђа Стојановић.
Гoвoри eнглeски и шпaнски јeзик.

## Награде
- Годишња награда Југословенског драмског позоришта за режију представе Супермаркет[1]
- Награда за најбољу режију на Фестивалу Театри и Балканит, 2010. у Приштини, за Више од терапије[1]
- Награда за режију Муци Драшкић за представу ТРСТ, Атељеа 212, 2013.[1]

## Театрографија
| Бр. | Наслов                                                     | Година | Позориште                         | Писац/Адаптацијa             |
| --- | ---------------------------------------------------------- | ------ | --------------------------------- | ---------------------------- |
| 1   | Возови полазе у зору                                       | 1986   | Атеље 212                         | Рајмонд Каугвер Ивица Пенчић |
| 2   | Кућа на граници                                            | 1987   | Позориште „Душко Радовић” Београд | Славомир Мрожек              |
| 3   | Ћелава певачица                                            | 1990   | Позориште „Душко Радовић” Београд | Ежен Јонеско                 |
| 4   | Стаза дивљачи                                              | 1991   | Атеље 212                         | Франц Ксавер Крец            |
| 5   | Запали ме                                                  | 1992   | Београдско драмско позориште      | Ленфорд Вилсон               |
| 6   | Иза кулиса                                                 | 1992   | Атеље 212                         | Мајкл Фрејн                  |
| 7   | Алиса у земљи чуда                                         | 1994   | Атеље 212                         | Луис Керол                   |
| 8   | Лагум                                                      | 1995   | Позориште Бошко Буха              | Светлана Јанковић            |
| 9   | Под окриљем звезда                                         | 1995   | Београдско драмско позориште      | Мануел Пуиг                  |
| 10  | Овде                                                       | 1996   | Атеље 212                         | Мајкл Фрејн                  |
| 11  | Мастер клас                                                | 1997   | БИТЕФ театар                      | Теренс Мекнели               |
| 12  | АРТ                                                        | 1997   | Атеље 212                         | Јасмина Реза                 |
| 13  | Ближе                                                      | 1999   | Југословенско драмско позориште   | Патрик Марбер                |
| 14  | Парови                                                     | 1999   | Атеље 212                         | Горан Марковић               |
| 15  | Три верзије живота                                         | 2001   | Атеље 212                         | Јасмина Реза                 |
| 16  | Павиљони                                                   | 2001   | Југословенско драмско позориште   | Милена Марковић              |
| 17  | Супермаркет                                                | 2001   | Југословенско драмско позориште   | Биљана Србљановић            |
| 18  | Судбина и коментари                                        | 2002   | Народно позориште                 | Радослав Петковић            |
| 19  | Секс за почетнике                                          | 2003   | Позориште „Душко Радовић” Београд | Јасминка Петровић            |
| 20  | Гленгер Глен Росс                                          | 2003   | Београдско драмско позориште      | Дејвид Мемет                 |
| 21  | Нарцис и Ехо                                               | 2003   | Позориште „Душко Радовић” Београд |                              |
| 22  | Плава соба                                                 | 2003   | Југословенско драмско позориште   | Дејвид Хер                   |
| 23  | На слово на слово                                          | 2004   | Позориште Бошко Буха              | Душан Радовић                |
| 24  | Малајско лудило                                            | 2005   | Београдско драмско позориште      | Слободан Селенић             |
| 25  | Амадеус                                                    | 2006   | Београдско драмско позориште      | Питер Шефер                  |
| 26  | Рањени орао или смеју ли девојке допустити пробу пре брака | 2006   | Атеље 212                         | Милица Јаковљевић            |
| 27  | Планета специјалитета                                      | 2007   | Позориште „Душко Радовић” Београд | Јелена Мијовић               |
| 28  | После забаве                                               | 2007   | Београдско драмско позориште      | Татјана Илић                 |
| 29  | Бог масакра                                                | 2008   | Атеље 212                         | Јасмина Реза                 |
| 30  | Мачак у чизмама                                            | 2009   | Позориште лутака „Пинокио”        | Татјана Илић                 |
| 32  | Трст                                                       | 2011   | Атеље 212                         | Милош Радовић                |
| 31  | Љубав, љубав, љубав                                        | 2017   | Атеље 212                         | Милена Тробозић              |
| 33  | 64                                                         | 2021   | Атеље 212                         | Тена Стивичић                |